# Короб для жертвенного зерна Фу
Короб для жертвенного зерна Фу (кит. 簠; пиньинь: fǔ) — древнекитайский ритуальный сосуд, распространенный в период династии Чжоу. В него во время церемоний помещали зерно. Это сосуд прямоугольной формы, с крышкой, ножками и ушами. При ритуалах снятая крышка могла использоваться как ещё один короб Фу. Сосуд впервые появляется при династии Западное Чжоу, выходит из употребления в конце периода Воюющих царств.